# Sangiovanni
 Giovanni Pietro Damiane (n. 9 ianuarie 2003, Vicenza, Italia), cunoscut ca Sangiovanni, este un cantautor italian.